# Otto Sauter
Otto Sauter (* 1961) je německý trumpetista, který se specializuje na obor piccolo trubka.
V letech 1988 - 1998 působil jako sólotrumpetista Brémské filharmonie. V roce 1991 založil festival Internationalen Trompetentage Bremen, na kterém přivítal osobnosti jako Ray Charles, Maurice André nebo Maynard Ferguson. V roce 1994 zde založil i trumpetovou akademii Bremen Trumpet Academy.
V roce 1991 založil ansámbl Ten of the Best, v němž sdružil deset nejlepších trumpetistů světa včetně vedoucích trumpetových skupin těles, jako je orchestr Vídeňské státní opery, orchestr salcburského Mozartea, orchestr Královské opery ve Stockholmu nebo Götenburští symfonikové a současně i renomované sólové hráče působící v Evropě a Americe.
Otto Sauter dále organizuje hudební festival na hradě Wartburg. Mimo to sólově vystupuje s orchestry jako Česká filharmonie, SOČR, Malmö Symphony Orchestra, Beethoven Orchester Bonn, Bachcollegium Leipzig a s umělci jako např. Edita Gruberová, José Carreras, Zubin Mehta, Daniel Barenboim, Bobby McFerrin, Mikis Theodorakis a další.
Rozsáhlá je také Sauterova nahrávací činnost, jejímž výsledkem jsou desítky CD.